# Кэмпбелл, Джон, 4-й герцог Аргайл
Генерал Джон Кэмпбелл, 4-й герцог Аргайл (англ. John Campbell, 4th Duke of Argyll; ок. 1693 — 9 ноября 1770) — офицер британской армии и шотландский политик-виг, заседавший в Палате общин с 1713 по 1761 год. С 1729 по 1761 год он был известен как Джон Кэмпбелл из Мамора.

## Биография
Старший сын достопочтенного Джона Кэмпбелла из Мамора (ок. 1660—1729), второго сына Арчибальда Кэмпбелла, 9-го графа Аргайла (1629—1685), и Элизабет Элфинстоун (1673—1758), дочери Джона, 8-го лорда Элфинстоуна (1649—1718).

## Брак и дети

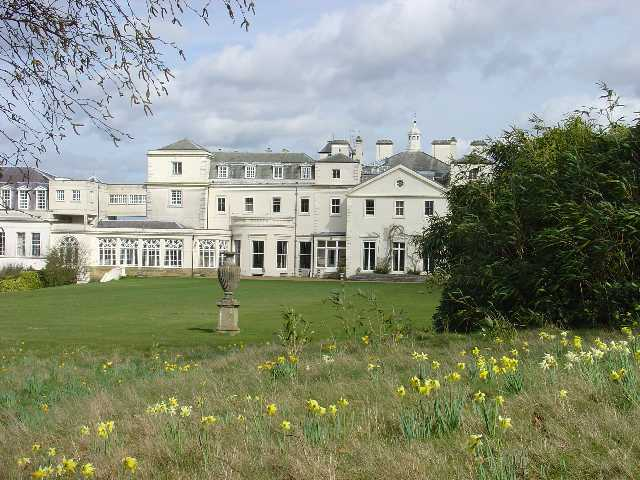
Комб-Бэнк-хаус, бывший загородный дом Кэмпбеллов, а сейчас школа

В 1720 году Джон Кэмпбелл женился на Мэри Драммонд Кер (1685 — 18 декабря 1736), дочери Джона Драммонда Кера, 2-го лорда Беллендена из Бротона (? — 1707), и леди Мэри Мур (? — 1725/1726). У них были следующие дети:
- Леди Кэролайн Кэмпбелл (12 января 1721 — 17 января 1803), 1-й муж с 1739 года Чарльз Брюс, 4-й граф Элгин (1682—1746), 2-й муж с 1747 года фельдмаршал Генри Сеймур-Конвей (1719—1795)
- Фельдмаршал Джон Кэмпбелл, 5-й герцог Аргайл (июнь 1723 — 24 мая 1806)
- Лорд Фредерик Кэмпбелл[англ.] (20 июня 1729 — 8 июня 1816)[2], член Палаты общин, хранитель Тайной печати Шотландии и главный секретарь по делам Ирландии. Был женат с 1769 года на Мэри Ширли (урожденной Мередит) (ок. 1730—1807), от которой у него было две дочери.
- Лорд Уильям Кэмпбелл (11 июля 1731 — 4 сентября 1778), член Палаты общин от Аргайлшира, губернатор Новой Шотландии (1766—1773) и Южной Каролины (1775). Был женат с 1763 года на Саре Айзард, трое детей.

Он приобрел Комб-Бэнк, недалеко от Севенокса в графстве Кент, где он поручил Роджеру Моррису построить для него загородный дом во второй четверти 18-го века. После его смерти в 1770 году дом перешел к его второму сыну Фредерику Кэмпбеллу.

## Военная и парламентская карьера
Джон Кэмпбелл вступил в армию в 1710 году, став подполковником в возрасте девятнадцати лет. Однако вскоре он вошел в мир политики, и на всеобщих выборах 1713 года он был избран в качестве члена парламента (MP) от округа Бьютшир.
На всеобщих выборах 1715 года Джон Кэмпбелл баллотировался в Элгин-Бургс. Он потерпел поражение в опросе, в котором двум соперничающим делегатам было разрешено голосовать, и председатель, который был другим кандидатом, использовал свой решающий голос в результате равенства голосов, чтобы вернуться сам. Кэмпбелл был возвращен по прошению в качестве члена парламента от округов 7 апреля 1715 года. На всеобщих выборах 1722 года почти то же самое повторилось с двумя соперничающими делегатами, отдавшими свои голоса. На этот раз петиция была передана в комитет, и прошло два года, прежде чем Кэмпбелл был возвращён в качестве члена парламента 23 января 1725 года. На всеобщих выборах 1727 года Кэмпбелл сменил своего отца на посту депутата парламента от Данбартоншира, где он был избран на всеобщих выборах 1734, 1741 и 1747 годов. Он снова был избран в Думбартоншире на всеобщих выборах 1754 года, поддержал администрацию Ньюкасла и проголосовал в её защиту в дивизии на Менорке в 1757 году. Он был выдвинут на пост губернатора замка Дамбартон в 1759 году, но оказался вовлечен в семейную ссору Аргайл-Бьют и был назначен губернатором Лимерика в качестве компенсации. Он был снова избран на всеобщих выборах 1761 года, но через два дня унаследовал герцогство и был вынужден освободить своё место в Палате общин. В течение большей части своего пребывания в качестве члена Палаты общин от Данбартоншира он был слугой в королевской опочивальне.
Кроме того, Джон Кэмпбелл служил в армии во время своего пребывания в парламенте — он стал полковником 39-го пехотного полка (1737—1738) и 21-го пехотного полка (1738—1752), с честью отслужив в битве при Деттингене в 1743 году.
12 июля 1746 года Джон Кэмпбелл допрашивал якобитскую фигуру Флору Макдональд за ее роль в оказании помощи Чарльзу Эдварду Стюарту в Скае и представил письменный документ с признаниями Флоры.
Он быстро поднялся по служебной лестнице, став бригадным генералом в 1743 году, генерал-майором в 1744 году и генерал-лейтенантом в 1747 году. Он стал полковником Северо-британских драгун в 1752 году, должность, которую он занимал до своей смерти.

## Герцогство
В апреле 1761 года после смерти своего двоюродного брата, Арчибальда Кэмпбелла, 3-го герцога Аргайла (1682—1761), Джон Кэмпбелл унаследовал его титулы и владения, став 4-м герцогом Аргайлом. Он покинул палату общин и стал губернатором Лимерика и шотландским пэром-представителем. В 1762 году — член Тайного совета Великобритании, в 1765 году — генерал и кавалер Ордена Чертополоха.

## Смерть
Герцог Аргайл скончался 9 ноября 1770 года в Лондоне и похоронен в приходской церкви Килмуна. Ему наследовал его старший сын Джон Кэмпбелл, 5-й герцог Аргайл. Его младший сын лорд Уильям Кэмпбелл был последним британским губернатором Южной Каролины (1775).

## Титулатура
- 4-й герцог Аргайл (с 15 апреля 1761)
- 6-й баронет Кэмпбелл из Ланди, Форфаршир (с 15 апреля 1761)
- 7-й лорд Кинтайр (с 15 апреля 1761)
- 4-й граф Кэмпбелл и Коуэл (с 15 апреля 1761)
- 4-й виконт Лохоу и Гленила (с 15 апреля 1761)
- 4-й маркиз Кинтайр и Лорн (с 15 апреля 1761)
- 13-й лорд Лорн (с 15 апреля 1761)
- 14-й лорд Кэмпбелл (с 15 апреля 1761)
- 4-й лорд Инверэри, Малл, Морверн и Тири (с 15 апреля 1761)
- 13-й граф Аргайл (с 15 апреля 1761)